# 红河鹅掌柴
红河鹅掌柴（学名：Schefflera hoi）是五加科鹅掌柴属的植物。分布于越南以及中国大陆的云南、西藏等地，生长于海拔2,000米至3,000米的地区，多生长在山谷密林中，目前尚未由人工引种栽培。

## 异名
- Schefflera hoi (Dunn) Viguier f. acuta Tseng et Hoo
- Schefflera hoi (Dunn) Viguier var. macrophylla Li